# (3794) Сфенел
(3794) Сфенел (лат. Sthenelos, др.-греч. Σθένελος) — типичный троянский астероид Юпитера, движущийся в точке Лагранжа L4, в 60° впереди планеты. Астероид был открыт 12 октября 1985 года американским астрономом Кэролин Шумейкер в Паломарской обсерватории и назван в честь Сфенела Аргосского, одного из героев Троянской войны.

Орбита астероида Сфенел и его положение в Солнечной системе

Фотометрические наблюдения, проведённые в 1995 году, позволили получить кривые блеска этого тела, из которых следовало, что период вращения астероида вокруг своей оси равняется 12,877 ± 0,016 часам, с изменением блеска по мере вращения 0,27 ± 0,01 m.